# سیارک ۲۵۳۵۴
سیارک ۲۵۳۵۴ (به انگلیسی: 25354 Zdasiuk، نامگذاری:1999RD211) بیست و پنج هزار و سیصد و پنجاه و چهارمین سیارک کشف شده‌است که در ۸ سپتامبر ۱۹۹۹ کشف شد.
قدر مطلق سیارک برابر ۱۴.۸ است.